# Le Péril bleu
Le Péril bleu est un roman de science-fiction de Maurice Renard, publié le 10 décembre 1911, qui mêle aussi intrigue policière et satire, dans un environnement bourgeois.

## Résumé
- Mise en place de l’intrigue

Le Péril bleu commence comme un roman policier, teinté d'une satire de Sherlock Holmes : autour du Grand Colombier, dans la campagne du Bugey, la nuit, des monuments sont vandalisés, des arbres étêtés, des bêtes et des gens disparaissent. Ceux qu'on appelle les Sarvants (un terme du folklore des Alpes et du Jura désignant les lutins) semblent séquestrer et voler toutes choses et êtres.
- Enquête et aventures

La police est sur les dents, la terreur s'installe dans un climat de superstition campagnarde, faisant croire à des sortes de gnomes ou de kobolds. L'intrigue se noue autour d'une famille bourgeoise et savante conséquemment à l'enlèvement de la fille d'un astronome. Ses prétendants se lancent à sa poursuite tandis que diverses hypothèses s'affrontent.
- Dénouements et révélations finales

Le dénouement s'effectue sur une centaine de pages : les « Sarvants » se révèlent être les habitants invisibles de la surface libre située au sommet de l’atmosphère, à 50 000 m au-dessus de la Terre, donc largement au-dessus de l’atmosphère respirable, partageant la Terre avec les humains et explorant avec leur vaisseau ce qui leur apparaît comme un vaste océan couvrant la planète : l'atmosphère terrestre. Ils y pêchent des créatures qu'ils étudient, dissèquent, classifient, conservent et exposent dans des musées, jusqu'à ce qu'ils découvrent par hasard que ces êtres sont capables de souffrir et de penser. Magnanimes, les Sarvants décident de mettre un terme à leurs expériences. Ce faisant, ils se montrent finalement plus « humains » que les humains eux-mêmes, dont le rapport aux autres espèces animales et à la vivisection est évoqué dans le récit.
Le roman est remarquable à la fois parce qu'il décrit des êtres plus avancés que l'espèce humaine et aussi en raison du traitement non-anthropomorphique de ces créatures de la haute atmosphère (les Sarvants ressemblent à des araignées invisibles).

## Adaptations

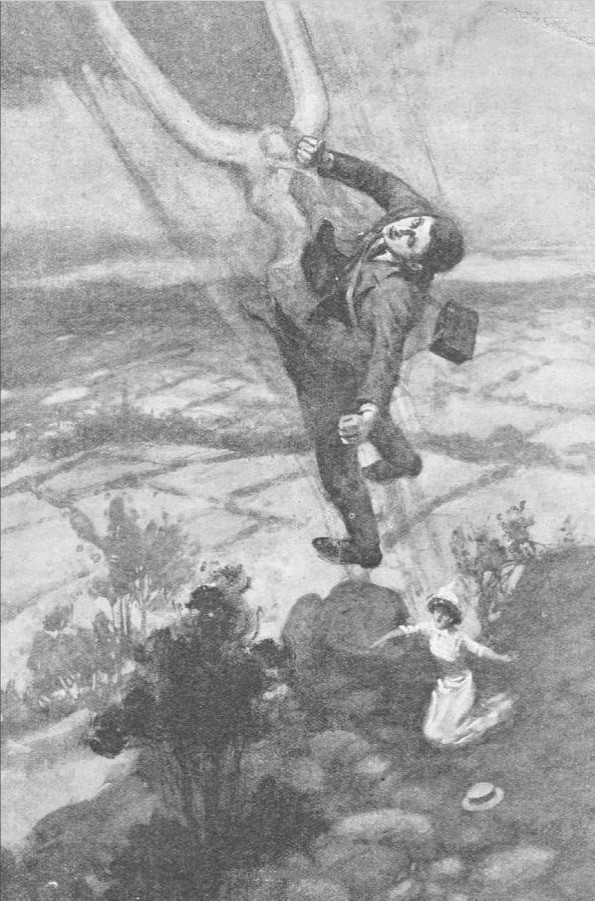
Illustration anonyme pour Up Above : The Story of the Sky Folk, réécriture britannique de John N. Raphael, publiée dans Pearson's Magazine,, décembre 1912.

Un an après la parution du roman, une réécriture britannique est publiée dans Pearson's Magazine en décembre 1912. L'auteur, John Nathan Percival Raphael (1868-1917), « reprend la majeure partie des thèmes abordés par Renard, en les amplifiant parfois », note Michel Meurger.
Une version télévisée du Péril bleu, adaptée par Claude Veillot, a été diffusée sur Antenne 2 le 31 mars 1975, réalisée par Jean-Christophe Averty avec Jean-Roger Caussimon. Pour retranscrire « une espèce de légèreté insignifiante dans l'air qui définit le style « Belle Époque » finissante », le téléfilm d'Averty adopte délibérément un ton de naïveté burlesque digne de La Famille Fenouillard grâce à des personnages outrés et des décors de papier peint rappelant les « découpages enfantins » ou l'univers cinématographique de Georges Méliès avec son mélange de dessins et de prise de vues,,.